# Horário de verão

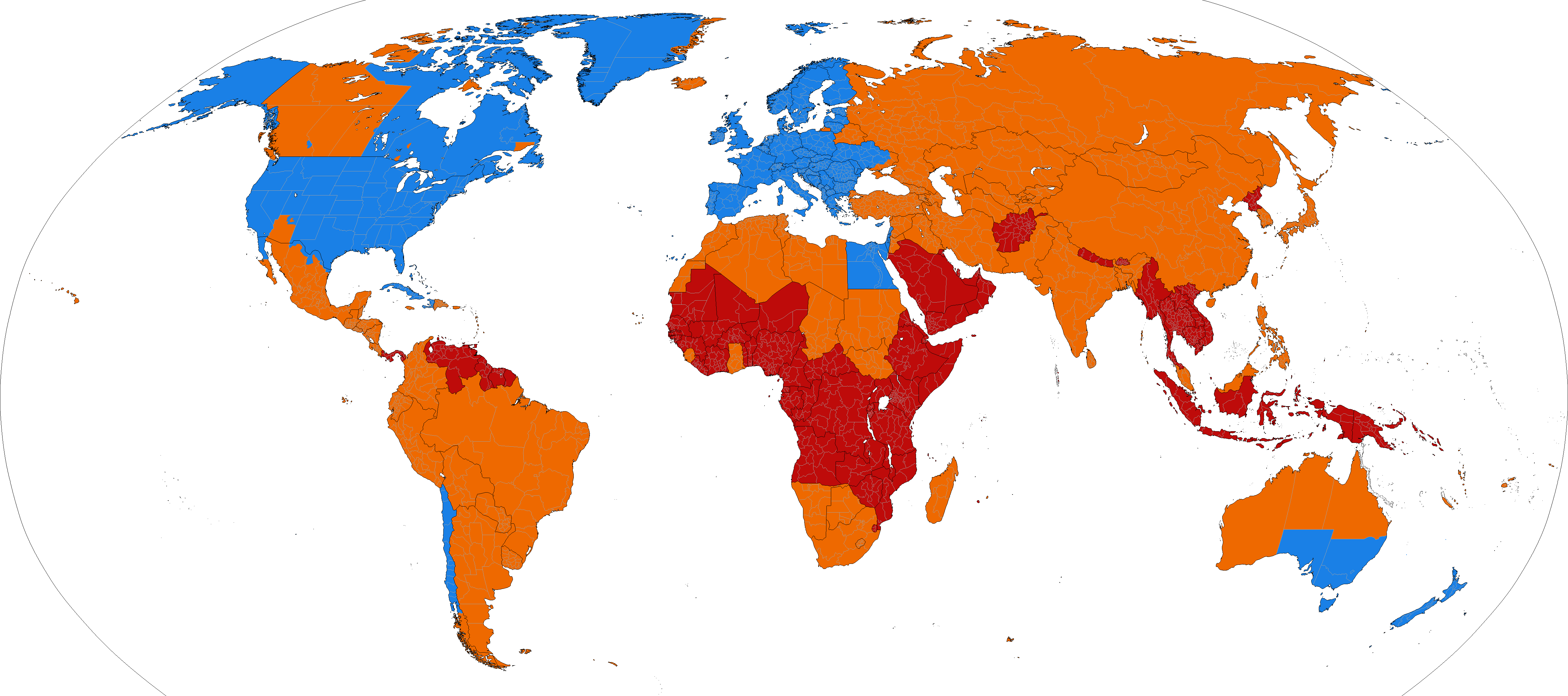
Embora não seja usado na maioria dos países, o horário de verão é comum no mundo ocidental.
Usado
Usado anteriormente
Nunca usado

Horário de verão é a prática de adiantar os relógios uma hora durante os meses da primavera e do verão, com o alegado objetivo de economizar energia nas regiões que mais recebem luminosidade solar nesse período do ano. Normalmente, os países que adotam essa medida avançam uma hora no início da primavera e retornam para o horário padrão (ou de inverno) no outono.
A ideia moderna do horário de verão foi proposta pelo anglo-neozelandês George Hudson em 1895 e pelo inglês William Willett em 1907. Episodicamente, foi utilizada pela primeira vez na cidade canadiana de Port Arthur, Ontário Setentrional, em 1908. O horário de verão foi aplicado em escala nacional pela primeira vez pela Alemanha e a Áustria-Hungria a 30 de abril de 1916, durante a Primeira Guerra Mundial, para poupança do carvão. Os outros países beligerantes seguiram-lhes o exemplo. Curiosamente, a Alemanha só utilizou o horário de verão de 1916 a 1918 e de 1940 a 1949 – ou seja, nos períodos de guerra –, preferindo durante os outros anos utilizar o seu horário padrão permanente (UTC+1). Em 1980, pressionada pela França e Espanha que, apesar de geograficamente pertencerem ao fuso 0 têm desde 1940 como horário padrão a hora UTC+1, quiseram adotar o horário de verão UTC+2, a Alemanha viu-se forçada a retomar o horário de verão que abandonara desde 1950. Outros países europeus usaram-no diversas vezes desde 1916; o Canadá desde 1917 e os Estados Unidos da América desde 1918. Também alguns poucos países da América do Sul e Ásia, bem como estados da Austrália, o adoptaram, particularmente a partir da crise petrolífera de 1970. No entanto, a maioria dos países e regiões do mundo (América do Sul, África, Ásia e Austrália) não utilizam o horário de verão.
A prática recebeu tanto elogios quanto críticas. Adiantar os relógios traz alegados benefícios para o varejo, a prática de alguns desportos como o golfe, e outras atividades que utilizam a luz do sol depois da jornada de trabalho, mas pode trazer problemas para o entretenimento nocturno e para outras atividades ligadas diretamente à luz solar, como a agricultura, que privilegia mais a luz matutina do que a luz vespertina. Mesmo que alguns dos primeiros proponentes da prática tenham pensado que a mesma reduziria o uso de iluminação artificial ao fim da tarde, o clima moderno e os padrões de uso de ar condicionado diferem bastante. Muitas pesquisas sobre como o horário de verão atualmente afeta o gasto energético parecem indicar que esse horário artificial é contraproducente para a poupança energética durante o período estival.
As mudanças causadas pela medida às vezes complicam a medição do tempo e podem causar contratempos e incómodos relativamente a viagens, faturação, manutenção de registros, dispositivos médicos, equipamentos pesados e sobretudo aos padrões de sono, provocando insónia, aumento do stress, doenças cardiovasculares e distúrbios emocionais. O software dos dispositivos contemporâneos pode frequentemente alterar o horário por si só, mas as mudanças de políticas por várias jurisdições de datas e horários do horário de verão podem criar confusão.

## Justificativa
As sociedades industrializadas geralmente seguem um cronograma baseado em relógios nas atividades do dia a dia que não mudam no decorrer do ano. O horário de início do trabalho e da escola, e a coordenação do transporte público, por exemplo, mantém-se constante no ano. Em contraste, as rotinas de trabalho e conduta pessoal dos agricultores são mais comumente governadas pela tempo em que a luz solar está visível e pelo horário solar aparente, que pode mudar sazonalmente devido à inclinação axial da Terra. A luz do dia dos trópicos norte e sul dura mais no verão e menos no inverno, com o efeito tornando-se maior à medida que nos afastamos dos trópicos.
Ao sincronizadamente redefinir todos os relógios de uma região para uma hora adiante ao horário padrão, os indivíduos que seguem essa rotina vão acordar uma hora antes do que iriam de outro modo; eles vão iniciar e completar as rotinas de trabalho uma hora antes, e terão sessenta minutos extras de luz solar depois da jornada de trabalho. No começo de cada dia, contudo, haverá uma hora de luz a menos, tornando a prática mais incómoda durante o inverno.

## História
A primeira sugestão de obrigar as pessoas a levantarem-se mais cedo durante o verão foi lançada em 1784 pelo político e inventor americano Benjamin Franklin, antes da invenção da electricidade. A sua ideia não recebeu qualquer receptividade, quer dos governos, quer da sociedade científica, mesmo depois dele enviar uma carta (An Economical Project for Diminishing the Cost of Light) ao Jornal de Paris, em 1784, sobre a possível economia em cera de vela que seria gerada caso a medida dele fosse adotada. É importante notar que Franklin apenas sugeriu que as pessoas acordassem mais cedo no verão, a tiros de canhão ou a toque de sino — sem, no entanto, mencionar mudanças na hora oficial. Ele partiu da observação de que no início da primavera, em Paris, o sol nascia às seis horas, sendo que até ao final de Junho ainda nasceria mais cedo (às quatro horas), e que no inverno não nascia mais tarde do que as oito horas. Ora, segundo ele, a "maior parte das pessoas" só se levantava ao meio-dia (!), desperdiçando de quatro a oito horas de luz solar durante a manhã, e concluiu que a luz do dia poderia ser mais bem aproveitada. Assim, a maioria da população passaria a acordar, trabalhar e estudar em consonância com a luz do sol, e com isso não se consumiriam tantas velas nas fábricas e residências daquela época. A ideia, na época, não chegou a sair do papel. Uma ideia, por certo, abstrusa, pois Franklin apenas se poderia estar a referir a uma minoria de desocupados, certamente alguma aristocracia, que dormia até tarde, "até ao meio-dia", segundo diz no seu escrito. É sabido que as classes trabalhadoras, desde sempre, despertavam ao raiar do dia e se recolhiam ao pôr-do-sol, não precisando, portanto, de despertar ainda mais cedo. O público a que se destinava a sua carta (um pouco disparatada), não era certamente o proletariado e o campesinato.
É interessante perceber que o sistema de fusos horários foi introduzido apenas em 1883 (99 anos depois da ideia de Benjamin Franklin) na Inglaterra devido à necessidade de se padronizar os horários de trens que cruzavam o país. Até então as grandes cidades mantinham o seu padrão horário baseado na hora média local, próxima da hora solar média, e estabeleciam o horário a ser seguido na região. Logo no ano seguinte houve uma padronização internacional de horários estabelecendo os fusos horários em vigor até hoje.
Aquela que pode ser considerada como a primeira proposta oficial da criação do horário de verão só apareceu mais de uma década depois, em 1895. O autor dessa proposta foi George Vernon Hudson, um entomologista amador neozelandês que, por sua conveniência pessoal preferia que houvesse mais luz solar ao final do dia do que ao início do dia, para se poder dedicar ao seu passatempo de estudar insectos. Dois anos depois, em 1898, Hudson voltou à carga publicando mais uma pesquisa que iria apoiar as suas reivindicações sobre o horário de Verão.
Mais tarde, em 1907, William Willett, um empreiteiro inglês, amante de cavalgadas matinais e de golfe ao final da tarde, tentou persuadir, sem sucesso, a sociedade britânica a adotar a prática. Ele deu início a uma campanha que propunha alterar os relógios no verão para reduzir o que classificava de "desperdício de luz diurna". O jovem Winston Churchill apoiou as ideias de Willett, mas ela não chegou ser aprovada. Willett morreu em 1915, um ano antes de a Alemanha, durante a Primeira Guerra Mundial, adotar sua tese como medida para economizar carvão, e tornar-se, assim, o primeiro país no mundo a implantar o horário de verão, no dia 30 de abril de 1916. Logo depois da Alemanha, o império Austro-Húngaro abraçou a ideia. O Reino Unido, a França e outros países beligerantes anunciaram poucos dias depois a mesma decisão.
Embora atualmente muitos países façam uso dessa prática, críticos do horário de verão alegam que a medida afeta o chamado relógio biológico das pessoas, principalmente das mais velhas, com enormes prejuízos para a saúde.

## Conceito
O horário de verão contribui para reduzir o consumo de energia, mas a medida só funciona nas regiões distantes da linha do equador, porque nesta estação os dias se tornam mais longos e as noites mais curtas. Porém nas regiões próximas ao equador, como a maior parte do Brasil, os dias e as noites têm duração igual ao longo do ano e a implantação do horário de verão nesses locais, traz pouco ou nenhum proveito. Contudo, seu maior efeito é diluir o horário de pico, evitando assim uma sobrecarga do sistema energético. Segundo o Operador Nacional do Sistema Elétrico (ONS)."O Horário de Verão tem como objetivo principal a redução da demanda máxima do Sistema Interligado Nacional no período de ponta. Isso é possível, pelo fato da parcela de carga referente à iluminação ser acionada mais tarde, que normalmente o seria, motivada pelo adiantamento do horário brasileiro em 1 hora. O efeito provocado é de não haver a coincidência da entrada da iluminação, com o consumo existente ao longo do dia do comércio e da indústria, cujo montante se reduz após as 18 horas".

### Locais onde é adotado
Cerca de trinta países usam o horário de verão pelo menos em uma área dos seus territórios. Grande parte das terras habitadas, no Hemisfério Norte, fica em altas latitudes, onde o inverno é mais rigoroso, com o Sol se pondo muito cedo e nascendo lentamente durante o dia. No verão, o inverso ocorre. É comum o dia ainda estar claro às 20 ou até às 22 horas. Por isso, nesses lugares o horário de verão faz uma grande diferença.
Boa parte dos países que adota a medida está situada nas regiões entre os trópicos e os polos. É possível citar os países membros da União Europeia, a maioria dos países que formavam a antiga União Soviética, a maioria do Oriente Médio (Iraque, Síria, Líbano, Israel, Palestina), parte da Oceania (Austrália, em parte do seu território, e Nova Zelândia), a América do Norte (Canadá e Estados Unidos), alguns da América Central (Cuba, Haiti e Bahamas), e da América do Sul (Paraguai e Chile).
- África: Egito.
- América Central: Cuba, Haiti e Bahamas.
- América do Sul: Paraguai e Chile.
- América do Norte: Grande parte do Canadá e dos Estados Unidos.
  - Nos Estados Unidos e no Canadá, a medida se consolida no chamado "Daylight Saving Time", que começa no segundo domingo de março, e dura até o primeiro domingo de novembro. Mas assim como nas demais regras e regulamentos, os estados estadunidenses e as províncias e territórios canadenses têm certa autonomia para definirem as regras do horário de verão.
  - No México, a medida também foi adotada desde 1996 anualmente até 2022, no período de Abril a Outubro, exceto nos estados de Sonora e Quintana Roo. A partir de 2023, passou apenas a ser adotada nos estados fronteiriços com os Estados Unidos (Baja California, Chihuahua, Coahuila, Nuevo León e Tamaulipas).[15]
- Europa: União Europeia e Leste Europeu.
  - Na União Europeia, o horário de verão inicia-se à 01h00 (01 AM) da Hora Universal ("Greenwich Mean Time"), no último domingo de março, e finalizando-se no último de outubro.
- Oriente Médio: Síria, Jordânia, Líbano, Israel e Palestina.
- Oceania: Nova Zelândia, parte da Austrália, Fíji, Samoa e Tonga.

| Adoção do Horário de Verão                                                       | Países |
| -------------------------------------------------------------------------------- | ------ |
| Países e territórios que não adotam o Horário de Verão                           | 159    |
| Países e territórios que nunca adotam o Horário de Verão                         | 56     |
| Países e territórios que adotam, pelo menos em parte, o Horário de Verão         | 82     |
| Países e territórios que adotam o Horário de Verão em algum período do ano       | 73     |
| Países e territórios que adotam o Horário de Verão apenas em parte do território | 9      |

### Benefícios
Internacionalmente os estudos apontam três benefícios do horário de verão: economia energética, redução de acidentes nos horários de pico do trânsito (que durante esse período possuem mais iluminação natural) e redução de assaltos e crimes. No caso brasileiro podemos acrescentar um importante benefício que se refere à possibilidade de armazenarmos mais água nos reservatórios das hidrelétricas durante o verão e poder utilizá-la depois durante os meses secos do inverno.

#### Economia de energia
O Horário de Verão reduz a demanda por energia no período mais crítico do dia, ou seja, que vai das 18h às 21h quando a coincidência de consumo por toda a população provoca um pico, denominado "horário de ponta". Além disso, a implantação do Horário de Verão, ao permitir que entre 19 e 20 horas ainda se disponha de claridade no céu, evita o custo de operação de usinas de energia elétrica para iluminar, ao entardecer, todas as regiões onde o sistema é implantado e que abrangem os maiores centros consumidores.
No Brasil, de acordo com o Operador Nacional do Sistema Elétrico (ONS), em nota divulgada à imprensa, os resultados, verificados durante o Horário de Verão 2011/2012, apontam para uma redução da demanda no horário de ponta da ordem de 2 555 MW — sendo 1 840 MW no subsistema Sudeste/Centro-Oeste, 610 MW  o subsistema Sul e 105 MW no subsistema Nordeste, referente à participação do Estado da Bahia. A redução representa 4,6% da demanda máxima dos três subsistemas.
A economia com o horário de verão chegou nesta edição a R$ 160 milhões. Segundo o Diretor Geral do ONS, Hermes Chipp, o Horário de Verão aumenta a segurança e diminui os custos de operação do sistema. E isso tem como consequência a redução da tarifa de energia elétrica para o consumidor.

#### Outros benefícios
Em entrevista ao G1, David Prerau, especialista em horário de verão e Ph.d. pelo Instituto Tecnológico de Massachusetts, disse que a economia de energia não é o único benefício da implantação do horário de verão. Segundo ele, muitos países adotam a medida por conta da diminuição da criminalidade no horário de saída do trabalho e também pelo aumento do lazer da população, que pode curtir o fim de tarde por mais tempo.
Para Michael Downing, professor da Universidade de Tufts, em Boston, e autor de "Spring Forward: The Annual Madness of Daylight Saving Time" (A primavera avançada: a loucura anual do horário de verão") a real intenção do adiantamento dos horários é o lobby das companhias de petróleo e das lojas de shopping, pois "as pessoas saem mais cedo do trabalho e vão às compras. E não vão andando. Elas pegam carros".

### Malefícios
Com o horário de verão, as pessoas dormem antes do habitual e acordam uma hora mais cedo. Esta alteração do horário de sono, segundo especialistas, pode trazer alguns prejuízos, como sonolência durante o dia, insônia à noite, cansaço e falta de apetite. Essa confusão que acontece no nosso organismo é um fenômeno que os médicos chamam de "desordem temporal interna" em tudo semelhante ao jet lag, mas muito pior, porque em vez de durar alguns dias, prolonga-se durante todos os meses em que o horário de verão se encontra em vigor. Estudos apontam, inclusive, que animais de estimação também são afetados com esses mesmos malefícios.
As discussões acadêmicas significativas sobre seu impacto na saúde humana começaram nos anos de 1970. Segundo um estudo realizado no Brasil, o corpo humano precisa de ao menos 14 dias para se adaptar totalmente ao horário de verão. Uma análise publicada em 2011 no The New England Journal of Medicine demonstrou um aumento na ordem de 5% nos ataques cardíacos (infartos do miocárdio) na população como um todo, na primeira semana do horário de verão. Um estudo do professor Weily Toro Machado, da Universidade do Estado de Mato Grosso (Unemat), com o título Daylight Saving Time and incidence of Myocardial Infarction: Evidence from a regression discontinuity design, publicado na Revista Economics Letters em 2015. indica que a alteração abrupta no relógio biológico dos cidadãos afetados pela medida eleva em até 8,5% a incidência de infartos.
Para o professor Michael Downing, o horário de verão também contribui para o aquecimento global, já que aumenta o uso do ar-condicionado.
Segundo a revista TecMundo, a falta de sincronização de dispositivos eletrônicos com o horário de verão, que pode ser uma porta de entrada para cibercriminosos, trazendo riscos à segurança de usuários e até de empresas, pois a diferença de horário dificulta o trabalho de rastrear e identificar falhas de segurança. O analista de segurança da Rede Nacional de Ensino e Pesquisa (RNP), Alan Santos, comentou que a precisão é a peça-chave para também apontar a hora exata de erros ou crimes cometidos por meio da rede.

## Histórico do horário de verão no Brasil
O horário de verão no Brasil foi adotado pela primeira vez em 1 de outubro de 1931, através do Decreto 20.466, abrangendo todo o território nacional. Foi designado pela sigla internacional BRST (Brasília Summer Time), e equivale a UTC −2 (salvo em MT e MS, onde equivale a UTC −3, e sua sigla internacional foi AMST (Amazon Summer Time). Houve vários períodos em que este horário não foi adotado, porém de 1985 até 2018 o horário de verão foi adotado anualmente.
Até 2007, a duração e a abrangência geográfica do horário de verão eram definidas anualmente por decreto da Presidência da República. Em 8 de setembro de 2008, o presidente Luiz Inácio Lula da Silva assinou o decreto n° 6.558, quando o horário de verão passou a entrar em vigor no terceiro domingo de outubro e terminar no terceiro domingo de fevereiro.
Em julho de 2017, tramitou na Câmara dos Deputados um projeto de lei sobre o fim do horário de verão, tendo em vista a mudança no perfil de uso de energia da população brasileira.
O presidente Michel Temer assinou, em 15 de dezembro de 2017, o decreto nº 9.242, reduzindo em duas semanas o horário de verão em 2018. O horário de verão para o Brasil começaria a valer no primeiro domingo de novembro. A redução atendeu a pedido do presidente do Tribunal Superior Eleitoral (TSE), Gilmar Mendes, que solicitou a mudança na vigência do horário de verão para agilizar a apuração dos votos nas eleições, uma vez que a medida diminui a diferença de fusos horários entre os diferentes estados.
Em abril de 2019, o presidente Jair Bolsonaro assinou decreto encerrando o ciclo do horário de verão no Brasil, afirmando que a medida seguia estudos indicando que o adiantamento nos relógios passou a não fazer diferença em economia de energia, além de trazer males ao ciclo biológico da população.

## Histórico do horário de verão em Portugal
- Em Portugal, quando se está no período do horário de inverno (do último domingo de outubro ao último domingo de março) há uma diferença de cerca de 30 minutos a mais entre a hora legal e a hora solar. Durante o horário de verão (entre o último domingo de março e o último domingo de outubro) essa diferença passa a ser de 1h30, ou seja três vezes mais. No solstício de verão, o sol nasce cerca das 6h00 e põe-se cerca das 21h00. Notar que o horário de verão está em vigência durante a primavera e verão, mas também durante o primeiro mês de outono. Assim, os últimos dias de outubro, anteriores à mudança de horário, são o período do ano em que o sol nasce mais tarde na hora oficial, e não durante o mês de dezembro, que corresponde aos dias mais curtos.[35]
- A União Europeia aprovou em março de 2019 que a partir de 2021, o horário de verão deixaria de entrar em vigor nos países que compõem o bloco.[36] Com isso, cada país deveria optar em manter o horário de inverno ou o de verão oficialmente. Porém, de acordo com o Observatório Astronómico de Lisboa, a Comissão Europeia deliberou as datas para a alteração dos horários de verão até 2026, insinuando assim que, antes de 2026, não deverá haver abolição a deste horário, como era esperado.[37]

## Impacto na tecnologia
- A mudança de horário impacta os sistemas críticos de informática em uso nas empresas. Alguns destes sistemas precisam ser desligados e religados para que a atualização de horário não provoque problemas internos nos programas e nem efeitos indesejáveis. O mesmo acontece para a volta ao horário normal.[38]